# Avgasåterledning
Avgasåterledning, avgasåtercirkulation, EGR (efter engelska Exhaust gas recirculation), återledning av en mindre del av avgaserna till motorns insugssida på diesel- och bensinmotorer. Tekniken utvecklades under 1970-talet i USA som svar på myndighetskrav för kväveoxidutsläpp i Kalifornien. De första tillämpningarna på dieselmotorer var för fordon i gruvor där arbetsmiljökrav framtvingade renare motorer för att spara på kostnaderna för ventilation i gruvgångarna.

## På dieselmotorer
Kväveoxider bildas då luftens kväve och syre spontanreagerar vid de höga temperaturer och tryck som uppstår i förbränningsrummet på en bensin- eller dieselmotor. NOx-formationen ökar markant med ökad temperatur (över 2000K).
EGR innebär att man via en eller flera EGR-ventil(er) leder tillbaka avgaser till insugningssidan. Avgaserna kommer att verka som en inert gas under förbränningen, vilket sänker topptemperaturen under förbränningen. Detta medför att kväveoxidhalterna kan sänkas kraftigt.
EGR-tekniken används på de flesta dieselmotorer för personbilar och tunga fordon. Nuförtiden kyls gaserna i en EGR-kylare på höglast för att tillåta högre EGR-halter samt för att sänka inloppstemperaturen som också bidrar till sänkt topptemperatur (och därmed mindre mängd kväveoxider). 
På turboladdade motorer kan man välja mellan "långt" och "kort" EGR-system. Det långa systemet arbetar nära atmosfärstryck, medan det korta arbetar på högtryckssidan av överladdningssystemet (turbon). De långa systemen har fördelen att de enklare kan eftermonteras på befintliga motorer, medan de korta är vanligast på motorer som är utvecklade för EGR från början.
En förenklad typ är den så kallad intern-EGR, vilket är en metod där man genom särskilda kamaxelegenskaper ser till att en del avgaser stannar kvar i cylindern eller sugs tillbaka från insug eller avgasgrenrör och blandas med luften inför nästa förbränning. Detta förekommer till exempel på vissa anläggningsmaskiner där man vill ha EGR utan att få problem med EGR-kylare (kräver även färre komponenter). Alla motorer är behäftade med en viss grad av intern EGR på grund av begränsningar i gasväxlingen.
Det finns en typ av EGR-system där EGR-gasen filtreras genom ett partikelfilter och kyls i en EGR-kylare innan den leds tillbaka till motorn, så kallade DNOx-system. Detta system är av den "långa" typen.
Dessa system är lämpade för installation både på nya motorer och för eftermontering på befintliga motorer.
En vidareutveckling av EGR sker nu mot marina tillämpning, där Marin DNOx installeras på fartygsmotorer, främst på kustnära fartyg. DNOx-systemet utvecklades från början av svenska STT Emtec under slutet av 1990-talet.

## På bensinmotorer
På bensinmotorer med katalytisk avgasrening tas kväveoxiderna om hand av katalysatorn. Där används EGR istället för att minska insugsförlusterna och förbättra motorns prestanda under medelbelastning (minskade pumpförluster). Den sänkta förbränningstemperaturen innebär också mindre termisk belastning till exempel på avgasventilerna.